# Eduardo Guerrero (remero)
Eduardo Guerrero (Salto, 4 de marzo de 1928 – Vicente López, 17 de agosto de 2015) fue un remero argentino ganador de la medalla de oro en los Juegos Olímpicos de Helsinki 1952 junto a Tranquilo Cappozzo en la especialidad doble par de remos sin timonel. Ya retirado, continuó ligado con el deporte dedicándose a la dirección deportiva y entrenamiento de remeros. También jugó al rugby en el Club Deportiva Francesa. Fue fundador y director del Museo Olímpico Rodante.

## Carrera deportiva

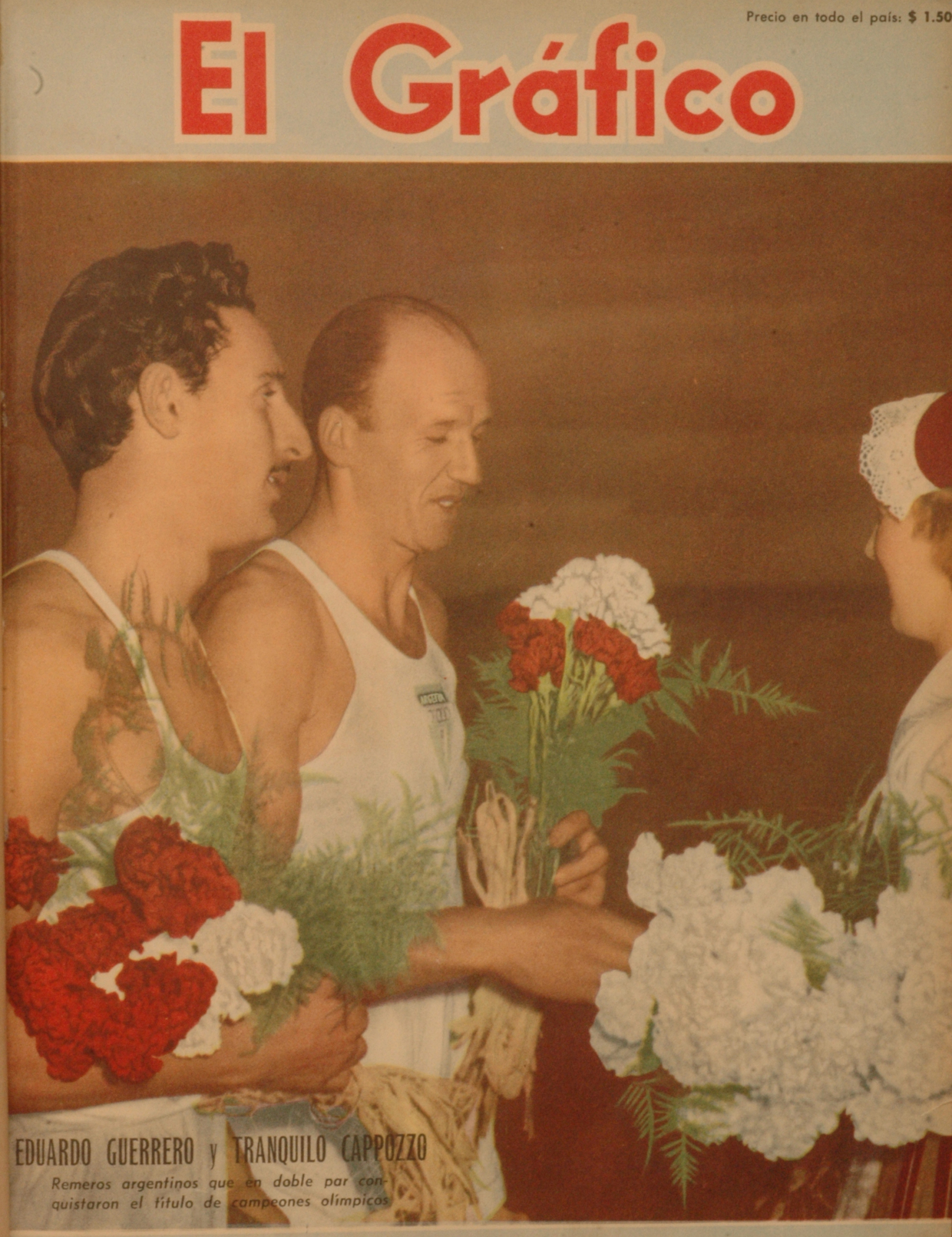
Eduardo Guerrero y Tranquilo Cappozzo en 1952.

El 23 de julio de 1952, Eduardo, con 24 años y Tranquilo Cappozzo, con 34, obtuvieron en equipo la medalla de oro en los Juegos Olímpicos de Helsinki 1952, en la especialidad doble par de remos sin timonel venciendo en la final a los equipos de la entonces Unión Soviética, Francia, Checoslovaquia y Uruguay. A su regreso de Helsinki, los remeros fueron recibidos en la Casa Rosada por el presidente Perón y su esposa Eva Duarte.
Ambos eran singlistas, habiendo Cappozzo llegado a las semifinales en los Juegos Olímpicos de Londres 1948. Habían comenzado a correr juntos solo seis carreras antes. Además sufrieron el percance debido a la ruptura del bote, pero el mismo fue finalmente reparado por la delegación soviética, a la que luego los argentinos vencieron en la final. El tiempo con el que ganaron fue de 7min 32sec 2/10.
En 1955, comienza la dictadura denominada Revolución Libertadora. El General Fernando Huergo, fue designado interventor de la Confederación Argentina de Deportes y el Comité Olímpico Argentino, suceso que posteriormente produjo una brusca declinación del rendimiento deportivo en Argentina. En 1955 el dictador Pedro Eugenio Aramburu dictó la suspensión de  centenares de atletas que fueron proscritos por razones políticas. Tanto Guerrero como otros deportistas olímpicos fueron vetados durante la dictadura de Pedro Aramburu y posteriormente de Isaac Rojas de participar en actividades deportivas, por lo que no pudo participar en los Juegos Olímpicos de Melbourne 1956. Recién al volver la Democracia en Argentina, bajo el gobierno de Arturo Illia, se levantó su proscripción.
En 1980, recibió el Premio Konex (Diploma al Mérito como uno de los mejores remeros de la historia). 
La medalla obtenida por Cappozzo-Guerrero fue la última medalla de oro obtenida por la delegación argentina hasta los Juegos Olímpicos de Atenas 2004.
Entre las hazañas de Eduardo, se registra su raid de más de 1.500 kilómetros a remo, por el río Paraná, desde Puerto Iguazú hasta Olivos, entre octubre de 2002 y enero de 2003 (con 75 años), en conmemoración de la medalla de oro obtenida en Helsinki y para llevar los valores del deporte y la ecología.

### Fallecimiento
El 28 de julio de 2015, su hija Matilde se comunicó con las autoridades del Rowing Club Argentino para informar que su padre había tenido una caída y lo tenían que operar de la cadera. En la espera contrajo neumonía y aparentemente un virus hospitalario. 
Como consecuencia de su estado, falleció el 17 de agosto de 2015 en el Hospital Municipal de Vicente López, provincia de Buenos Aires.